# Carex vulcani
Carex vulcani é uma espécie de planta com flor pertencente à família Cyperaceae. 
A autoridade científica da espécie é Hochst. ex Seub., tendo sido publicada em Flora Azorica 22. 1840.

## Portugal
Trata-se de uma espécie presente no território português, nomeadamente no Arquipélago dos Açores.
Em termos de naturalidade é endémica da região atrás referida.

## Protecção
Não se encontra protegida por legislação portuguesa ou da Comunidade Europeia.